# الفروانية
الفروانية، منطقة من مناطق محافظة الفروانية في الكويت، كانت منطقة الفروانية تعرف قديماً باسم (مطلع عياد)، وبقي هذا الاسم حتى بداية الأربعينات حين تحول صانعو الجص من منطقة المجاص (ضاحية عبد الله السالم حالياً) إلى (مطلع عياد) لصناعة الجبس، وبعد فترة ترك صانعو الجص وراءهم العديد من الحفر، وقد شوهتها النيران أطلق عليها الناس مسمى (الدوغة)وفي سنة 1962 غير اسم الدوغة إلى الفروانية نسبة إلى سرور بن فروان من رجال الشيخ أحمد الجابر الصباح, تعتبر الفروانية من المناطق عالية الكثافة السكانية ولذلك هي من المناطق الشديدة الازدحام، كما يسكن فيها الكثير من الوافدين العائلات والعاملين في الكويت.

## الخدمات
- جمعية تعاونية وافرعها
- مخفر شرطة الفروانية
- مستوصف الفروانية
- مبنى محافظة الفروانية
- مركز اطفاءالفروانية
- دور السينما (سينما مترو)
- نادي التضامن الرياضي
- منطقة الفروانية التعليمية
- الابراج التجارية والعمائر والفيلات والبيوت
- الفنادق - فندق كرون بلازافندق كونتيننتال